# North Carolina vin
Udtrykket North Carolina vin dækker over vine, der er produceret på druer, dyrket i staten North Carolina i det østlige USA og produceret på vinerier i staten.

## Historie
North Carolina var en af de første af de nuværende amerikanke stater, hvor europæiske kolonister begyndte at lave vin. I 1524 kom den opdagelsesrejsende Giovanni da Verrazzano, der var udsendt af Frankrig, til det, der senere skulle blive til North Carolinas kyst. På sin sejlads langs kysten opdagede han, som også Leif den Lykkelige havde gjort godt 500 år tidligere, at der groede vilde druer, som han mente ville kunne give en fortræffelig vin. Flere år senere kom Sir Walter Raleigh til området, og han grundlagde en koloni på Roanoke Island. Kolonien forsvandt igen, og er i dag kendt som Den tabte Koloni (Lost Colony). Inden Raleigh selv forlod øen nåede han dog at se, hvad der i dag er kendt som "modervinstokken", en gammel vinstok, som stadig gror på øen. Han opdagede også at de lokale indbyggere, vidste hvordan man lavede vin af druerne fra denne stok og dens aflæggere. Det menes at modervinstokken med sine mere end 400 år, er den ældste dyrkede vinstok i verden.
Modervinstokken var af den lokale sort scuppernong (en art af vitis rotundifolia), som giver nogle søde vine. Efterhånden som flere og flere europæere slog sig ned i området, lærte man hurtigt at lave vin på denne, og andre lokale druesorter. Senere begyndte man at importere europæiske druesorter (vitis vinifera), som i de første mange år klarede sig så dårligt i Nordamerika, at man til sidst opgav forsøgene. Flere hundrede år senere viste sig at problemet var, at de europæiske sorter ikke havde modstandskraft mod de sygdomme og skadedyr, som fandtes i Nordamerika. Senere fandt man dig en løsning på problemerne, og endnu senere har man udviklet hybrider mellem de europæiske sorter og de lokale sorter (vitis labrusca). I dag er hovedparten af den vin, der produceresi North Carolina lavet på europæiske sorter.

## Vinproduktion i dag
North Carolina var i 2014 den 10. største stat når det gælder mængden af høstede druer, og 14. størst når det gælder produktion af vin. Den samlede mængde produceret vin udgjorde 1.376.826 gallons. .
North Carolina er for så vidt angår vindyrkning og -produktion opdelt i tre regioner. "Mountain regionen", der dækker over statens vestligste amter, der ligger i Appalacherne, "Piedmont regionen", der dækker højsletten mellem bjergene og kystsletten, og endelig "Coast regionen", der dækker over kystsletten mod Atlanterhavet.
North Carolina har fire officielle American Viticultural Areas (AVA): Swan Creek AVA, Yadkin Valley AVA, Haw River Valley AVA samt Upper Hiwassee Highlands AVA, der ligger delvist i Georgia. De tre første ligger i Piedmont regionen, mens det sidste ligger i den sydlige del af Mountain regionen. 
I Mountain regionen ligger 25 vinerier, i Piedmont regionen 81 (med 60 i den vestlige del og 21 i den østlige del) af regionen, og endelig er der 15 vinerier i Coast Regionen. Disse 121 vinerier er en stor vækst fra de 25, der eksisterede omkring 1900 og de 55, der eksisterede i 2007, og der kommer hele tiden nye vinerier til. Hertil kommer, at der findes mere end 400 vingårde, som dyrker vin, som vinifceres på statens vinerier.
Det meste af vinen konsumeres inden for USA's grænser og næsten igenting eksporteres.

### Druesorter
Blandt de mest almindelige druesorter i staten er de europæiske Cabernet Franc, Cabernet Sauvignon, Merlot, Chardonnay, Viognier, Petit Verdot, Pinot Gris, Pinot Noir og Sauvignon Blanc foruden italienske druer som Nebbiolo, Sangiovese og Montepulciano Blandt de lokale druesorter er stadig Scuppernong, men også Catawba, Delaware, Concorde og Muscadine. Blandt hybriderne er især Niagara og Chardonel populære. I alt produceres der 257 forskellige vintyper i North Carolina.

## Eksterne referencer
- ncwine.org's hjemmeside
- Oversigt over vinerier i Swan Creek AVA
- Vindyrkning i USA
- North Carolina Winery Guide (folder, udgivet 2015 af ncwine.org)